# Big Science
Big Science är BWO:s fjärde studioalbum och släpptes den 1 april 2009. Det innehöll 12 nya låtar och två remixversioner. Första singeln är "You're Not Alone" som släpptes i både ballad- och discoversion (som man gjorde med Open Door). Balladversionen användes även i Melodifestivalen 2009.

## Låtlista
1. Right Here Right Now (3:41)
2. Love Came Crashing Down (3:28)
3. Kings of Tomorrow (balladversion) (3:47)
4. Burning Down the House (3:48)
5. Rise to the Occasion (3:26)
6. You're Not Alone (balladversion) (3:03)
7. Bite the Bullet (3:20)
8. In too Deep (4:05)
9. Thunderbolt (3:25)
10. Rhythm of the Night (3:36)
11. Singing in my Car (3:37)
12. Shoot from the Heart (3:34)
13. Kings of Tomorrow (discoversion) (3:45)
14. You're Not Alone (discoversion) (3:04)

## Listplaceringar
| Lista (2009) | Topplacering |
| ------------ | ------------ |
| Sverige      | 9            |